# Olympische Sommerspiele 1992/Schießen
Bei den XXV. Olympischen Sommerspielen 1992 in Barcelona fanden 13 Wettbewerbe im Sportschießen statt. Sieben Disziplinen waren den Männern und vier den Frauen vorbehalten, hinzu kamen zwei offene Disziplinen. Austragungsort war das Camp de Tir Olímpic de Mollet in Mollet del Vallès.
Zum ersten Mal wurde ein elektronisches Ergebnisanzeigesystem verwendet. Jeder Schütze hatte einen Monitor an seinem Stand, der sofort nach Abgabe des Schusses das Ergebnis und die Trefferlage auf der Zielscheibe anzeigte. Die Trefferaufnahme erfolgte über ein akustisches Messsystem, das im gekapselten Kugelfang hinter der Zielscheibe untergebracht war. Durch die Einblendung der Monitoranzeigen der Schützen im Fernsehen war es erstmals möglich, die Sportart für das Publikum transparenter zu gestalten und einer breiteren Zuschauerschaft näherzubringen. Da in den Finaldurchgängen die Punktzahl eines Schusses noch einmal in Zehntelpunkte unterteilt wird, sorgte dies zusammen mit den technischen Neuerungen für viele Positionswechsel und spannende Übertragungen. Die Luftdruckwaffen zogen nach ihren Premieren 1984 (Luftgewehr) und 1988 (Luftpistole) auch in die Disziplin Laufende Scheibe ein und ersetzten die bisherige Disziplin auf 50 m mit dem Kleinkalibergewehr.

## Bilanz

### Medaillenspiegel
| Platz | Land                          | Gold | Silber | Bronze | Gesamt |
| ----- | ----------------------------- | ---- | ------ | ------ | ------ |
| 1     | Vereintes Team                | 5    | 2      | 1      | 8      |
| 2     | China                         | 2    | 2      | –      | 4      |
| 3     | Deutschland                   | 2    | –      | 1      | 3      |
| 4     | Südkorea                      | 2    | –      | –      | 2      |
| 5     | Vereinigte Staaten            | 1    | 1      | –      | 2      |
| 6     | Tschechoslowakei              | 1    | –      | 1      | 2      |
| 7     | Bulgarien                     | –    | 2      | 1      | 3      |
| 8     | Unabhängige Olympiateilnehmer | –    | 1      | 2      | 3      |
| 9     | Japan                         | –    | 1      | 1      | 2      |
| 10    | Frankreich                    | –    | 1      | –      | 1      |
| 10    | Lettland                      | –    | 1      | –      | 1      |
| 10    | Norwegen                      | –    | 1      | –      | 1      |
| 10    | Peru                          | –    | 1      | –      | 1      |
| 14    | Italien                       | –    | –      | 2      | 2      |
| 15    | Mongolei                      | –    | –      | 1      | 1      |
| 15    | Polen                         | –    | –      | 1      | 1      |
| 15    | Rumänien                      | –    | –      | 1      | 1      |
| 15    | Schweden                      | –    | –      | 1      | 1      |

### Medaillengewinner
| Konkurrenz                           | Gold                 | Silber            | Bronze              |
| ------------------------------------ | -------------------- | ----------------- | ------------------- |
| Kleinkaliber Dreistellungskampf 50 m | Hratschja Petikjan   | Robert Foth       | Ryōhei Koba         |
| Kleinkaliber liegend 50 m            | Lee Eun-chul         | Harald Stenvaag   | Stevan Pletikosić   |
| Laufende Scheibe 10 m                | Michael Jakosits     | Anatoli Asrabajew | Luboš Račanský      |
| Luftgewehr 10 m                      | Juri Fedkin          | Franck Badiou     | Johann Riederer     |
| Freie Pistole 50 m                   | Kanstanzin Lukaschyk | Wang Yifu         | Ragnar Skanåker     |
| Schnellfeuerpistole 25 m             | Ralf Schumann        | Afanasijs Kuzmins | Wladimir Wochmjanin |
| Luftpistole 10 m                     | Wang Yifu            | Sergei Pyschjanow | Sorin Babii         |

| Konkurrenz                           | Gold              | Silber            | Bronze                  |
| ------------------------------------ | ----------------- | ----------------- | ----------------------- |
| Kleinkaliber Dreistellungskampf 50 m | Launi Meili       | Nonka Matowa      | Małgorzata Książkiewicz |
| Luftgewehr 10 m                      | Yeo Gap-sun       | Wessela Letschewa | Aranka Binder           |
| Sportpistole 25 m                    | Marina Logwinenko | Li Duihong        | Munkhbayar Dorjsuren    |
| Luftpistole 10 m                     | Marina Logwinenko | Jasna Šekarić     | Marija Grosdewa         |

| Konkurrenz | Gold          | Silber          | Bronze          |
| ---------- | ------------- | --------------- | --------------- |
| Skeet      | Zhang Shan    | Juan Jorge Giha | Bruno Rossetti  |
| Trap       | Petr Hrdlička | Kazumi Watanabe | Marco Venturini |

## Ergebnisse Männer

### Kleinkaliber Dreistellungskampf 50 m
| Platz | Land | Sportler           | Punkte      |
| ----- | ---- | ------------------ | ----------- |
| 1     | EUN  | Hratschja Petikjan | 1267,4 (OR) |
| 2     | USA  | Robert Foth        | 1266,6      |
| 3     | JPN  | Ryōhei Koba        | 1265,9      |
| 4     | FIN  | Juha Hirvi         | 1264,8      |
| 5     | NOR  | Harald Stenvaag    | 1264,6      |
| 6     | SLO  | Rajmond Debevec    | 1262,6      |
| 7     | SWE  | Peter Gabrielsson  | 1261,1      |
| 8     | HUN  | Zsolt Vári         | 1258,6      |
|       |      |                    |             |
| 14    | AUT  | Thomas Farnik      | 1160        |
| 17    | GER  | Hubert Bichler     | 1158        |
| 24    | SUI  | Norbert Sturny     | 1154        |
| 29    | GER  | Bernd Rücker       | 1151        |
| 33    | SUI  | Andreas Zumbach    | 1146        |
| 38    | AUT  | Wolfram Waibel jr. | 1140        |

Datum: 31. Juli 1992 

42 Teilnehmer aus 24 Ländern

### Kleinkaliber liegend 50 m
| Platz | Land | Sportler           | Punkte     |
| ----- | ---- | ------------------ | ---------- |
| 1     | KOR  | Lee Eun-chul       | 702,5 (OR) |
| 2     | NOR  | Harald Stenvaag    | 701,4      |
| 3     | IOP  | Stevan Pletikosić  | 701,1      |
| 4     | GER  | Hubert Bichler     | 701,1      |
| 5     | FRA  | Michel Bury        | 700,0      |
| 6     | FIN  | Juha Hirvi         | 699,5      |
| 7     | SWE  | Peter Gabrielsson  | 699,5      |
| 8     | EUN  | Hratschja Petikjan | 699,2      |
|       |      |                    |            |
| 10    | GER  | Bernd Rücker       | 596        |
| 11    | AUT  | Wolfram Waibel jr. | 596        |
| 18    | SUI  | Andreas Zumbach    | 594        |
| 31    | AUT  | Wolfram Waibel sr. | 591        |
| 50    | SUI  | Norbert Sturny     | 583        |

Datum: 29. Juli 1992 

52 Teilnehmer aus 34 Ländern
Bichler zog mit olympischem Rekord von 598 Punkten als Führender ins Finale ein, wo er nach dem vorletzten Schuss noch auf dem Silberrang lag. Der letzte Durchgang ergab jedoch nur eine 9,8 für Bichler, so dass er am Ende des Wettkampfes punktgleich mit dem drittplatzierten Jugoslawen Pletikosić war. Da jedoch das bessere Finalergebnis höher gewertet wird, bedeutete dies den vierten Rang für Bichler.

### Laufende Scheibe 10 m
| Platz | Land | Sportler          | Punkte   |
| ----- | ---- | ----------------- | -------- |
| 1     | GER  | Michael Jakosits  | 673 (OR) |
| 2     | EUN  | Anatoli Asrabajew | 672      |
| 3     | TCH  | Luboš Račanský    | 670      |
| 4     | EUN  | Andrej Wassiljeu  | 667      |
| 5     | HUN  | József Sike       | 667      |
| 6     | GER  | Jens Zimmermann   | 667      |
| 7     | PRK  | Kim Man-chol      | 573      |
| 8     | CHN  | Shu Qingquan      | 573      |

Datum: 31. Juli und 1. August 1992 

24 Teilnehmer aus 15 Ländern

### Luftgewehr 10 m
| Platz | Land | Sportler           | Punkte     |
| ----- | ---- | ------------------ | ---------- |
| 1     | EUN  | Juri Fedkin        | 695,5 (OR) |
| 2     | FRA  | Franck Badiou      | 691,9      |
| 3     | GER  | Johann Riederer    | 691,7      |
| 4     | FRA  | Jean-Pierre Amat   | 691,6      |
| 5     | IOP  | Goran Maksimović   | 690,6      |
| 6     | AUT  | Thomas Farnik      | 690,2      |
| 7     | USA  | Robert Foth        | 689,4      |
| 8     | KOR  | Chae Keun-bae      | 687,8      |
|       |      |                    |            |
| 11    | AUT  | Wolfram Waibel jr. | 589        |
| 13    | GER  | Matthias Stich     | 588        |
| 27    | LUX  | Jean-Claude Kremer | 584        |
| 35    | SUI  | Andreas Zumbach    | 580        |
| 39    | LIE  | Josef Brendle      | 576        |
| 39    | SUI  | Ulrich Minder      | 576        |

Datum: 27. Juli 1992 

44 Teilnehmer aus 28 Ländern

### Freie Pistole 50 m
| Platz | Land | Sportler                   | Punkte |
| ----- | ---- | -------------------------- | ------ |
| 1     | EUN  | Kanstanzin Lukaschyk       | 658    |
| 2     | CHN  | Wang Yifu                  | 657    |
| 3     | SWE  | Ragnar Skanåker            | 657    |
| 4     | USA  | Darius Young               | 655    |
| 5     | ROM  | Sorin Babii                | 653    |
| 6     | HUN  | István Ágh                 | 652    |
| 7     | CHN  | Xu Haifeng                 | 652    |
| 8     | BUL  | Tanju Kirjakow             | 618    |
|       |      |                            |        |
| 20    | GER  | Gernot Eder                | 554    |
| 33    | GER  | Hans-Jürgen Bauer-Neumaier | 547    |

Datum: 26. Juli 1992 

44 Teilnehmer aus 29 Ländern

### Schnellfeuerpistole 25 m
| Platz | Land | Sportler              | Punkte   |
| ----- | ---- | --------------------- | -------- |
| 1     | GER  | Ralf Schumann         | 885 (OR) |
| 2     | LAT  | Afanasijs Kuzmins     | 882      |
| 3     | EUN  | Wladimir Wochmjanin   | 882      |
| 4     | POL  | Krzysztof Kucharczyk  | 880      |
| 5     | USA  | John McNally          | 781      |
| 6     | EUN  | Miroslaw Ignatjuk     | 779      |
| 7     | POL  | Adam Kaczmarek        | 778      |
| 8     | COL  | Bernardo Tobar        | 776      |
|       |      |                       |          |
| 15    | GER  | René Osthold          | 583      |
| 16    | SUI  | Anton Küchler         | 592      |
| 16    | SUI  | Hans-Rudolf Schneider | 592      |

Datum: 29. und 30. Juli 1992 

30 Teilnehmer aus 23 Ländern

### Luftpistole 10 m
| Platz | Land | Sportler                   | Punkte     |
| ----- | ---- | -------------------------- | ---------- |
| 1     | CHN  | Wang Yifu                  | 684,6 (OR) |
| 2     | EUN  | Sergei Pyschjanow          | 684,1      |
| 3     | ROM  | Sorin Babii                | 684,1      |
| 4     | CHN  | Xu Haifeng                 | 681,5      |
| 5     | FIN  | Sakari Paasonen            | 680,1      |
| 6     | POL  | Jerzy Pietrzak             | 680,1      |
| 7     | BUL  | Tanju Kirjakow             | 679,7      |
| 8     | ITA  | Roberto Di Donna           | 678,5      |
|       |      |                            |            |
| 12    | GER  | Hans-Jürgen Bauer-Neumaier | 578        |
| 19    | GER  | Gernot Eder                | 576        |
| 35    | LUX  | Constant Wagner            | 570        |

Datum: 28. Juli 1992 

45 Teilnehmer aus 30 Ländern

## Frauen

### Kleinkaliber Dreistellungskampf 50 m
| Platz | Land | Sportlerin              | Punkte     |
| ----- | ---- | ----------------------- | ---------- |
| 1     | USA  | Launi Meili             | 684,3 (OR) |
| 2     | BUL  | Nonka Matowa            | 682,7      |
| 3     | POL  | Małgorzata Książkiewicz | 681,5      |
| 4     | HUN  | Éva Fórián              | 679,5      |
| 5     | CRO  | Suzana Skoko            | 678,7      |
| 6     | BUL  | Wessela Letschewa       | 678,0      |
| 7     | CAN  | Sharon Bowes            | 673,6      |
| 8     | HUN  | Éva Joó                 | 673,6      |
|       |      |                         |            |
| 17    | SUI  | Sabina Fuchs            | 576        |
| 20    | GER  | Silvia Sperber          | 574        |
| 28    | SUI  | Gaby Bühlmann           | 569        |
| 28    | GER  | Sonja Pfeilschifter     | 569        |

Datum: 30. Juli 1992 

36 Teilnehmerinnen aus 21 Ländern

### Luftgewehr 10 m
| Platz | Land | Sportlerin              | Punkte     |
| ----- | ---- | ----------------------- | ---------- |
| 1     | KOR  | Yeo Gap-sun             | 498,2 (OR) |
| 2     | BUL  | Wessela Letschewa       | 495,3      |
| 3     | IOP  | Aranka Binder           | 495,1      |
| 4     | TCH  | Dagmar Bílková          | 494,9      |
| 5     | EUN  | Walentina Tscherkassowa | 494,6      |
| 6     | KOR  | Lee Eun-ju              | 492,6      |
| 7     | HUN  | Éva Fórián              | 492,4      |
| 8     | BIH  | Mirjana Jovović-Horvat  | 491,6      |
| 9     | GER  | Silvia Sperber          | 392        |
|       |      |                         |            |
| 17    | SUI  | Sabina Fuchs            | 389        |
| 26    | SUI  | Gaby Bühlmann           | 387        |
| 30    | GER  | Sonja Pfeilschifter     | 386        |

Datum: 26. Juli 1992 

45 Teilnehmerinnen aus 28 Ländern

### Sportpistole 25 m
| Platz | Land | Sportlerin           | Punkte   |
| ----- | ---- | -------------------- | -------- |
| 1     | EUN  | Marina Logwinenko    | 684 (OR) |
| 2     | CHN  | Li Duihong           | 680      |
| 3     | MGL  | Munkhbayar Dorjsuren | 679      |
| 4     | CRO  | Mirela Skoko         | 677      |
| 5     | EUN  | Nino Salukwadse      | 676      |
| 6     | IOP  | Jasna Šekarić        | 676      |
| 7     | AUS  | Lynne-Marie Freh     | 675      |
| 8     | POL  | Julita Macur         | 674      |
|       |      |                      |          |
| 10    | GER  | Lieselotte Breker    | 577      |
| 14    | AUT  | Jana Kubala          | 575      |
| 26    | GER  | Margit Stein         | 571      |

Datum: 27. Juli 1992 

41 Teilnehmerinnen aus 29 Ländern
Munkhbayar Dorjsuren aus der Mongolei gewann mit der Sportpistole die Bronzemedaille. 16 Jahre später, bei den Spielen in Peking, wiederholte sie diesen Erfolg, diesmal jedoch für Deutschland.

### Luftpistole 10 m
| Platz | Land | Sportlerin            | Punkte     |
| ----- | ---- | --------------------- | ---------- |
| 1     | EUN  | Marina Logwinenko     | 486,4 (OR) |
| 2     | IOP  | Jasna Šekarić         | 486,4      |
| 3     | BUL  | Marija Grosdewa       | 481,6      |
| 4     | CHN  | Wang Lina             | 479,7      |
| 5     | SWE  | Cris Kajd             | 478,9      |
| 6     | ESP  | María Pilar Fernández | 478,5      |
| 7     | ROM  | Daniela Dumitrascu    | 478,1      |
| 8     | POL  | Mirosława Sagun       | 477,8      |
|       |      |                       |            |
| 12    | AUT  | Jana Kubala           | 378        |
| 15    | GER  | Lieselotte Breker     | 377        |
| 15    | GER  | Margit Stein          | 377        |

Datum: 1. August 1992 

47 Teilnehmerinnen aus 31 Ländern

## Ergebnisse Mixed

### Skeet
| Platz | Land | Sportler            | Punkte   |
| ----- | ---- | ------------------- | -------- |
| 1     | CHN  | Zhang Shan          | 223 (OR) |
| 2     | PER  | Juan Jorge Giha     | 222      |
| 3     | ITA  | Bruno Rossetti      | 222      |
| 4     | ROM  | Ioan Toman          | 222      |
| 5     | ESP  | José María Colorado | 222      |
| 6     | USA  | Matthew Dryke       | 221      |
| 7     | ITA  | Luca Scribani Rossi | 197      |
| 8     | NED  | Eric Swinkels       | 197      |
|       |      |                     |          |
| 16    | GER  | Bernhard Hochwald   | 196      |
| 25    | GER  | Axel Wegner         | 145      |
| 33    | AUT  | Josef Hahnenkamp    | 144      |
| 50    | GER  | Matthias Dunkel     | 141      |

Datum: 26. bis 28. Juli 1992 

60 Teilnehmer aus 38 Ländern
Die Wettbewerbe in den Wurfscheibendisziplinen waren 1992 noch offene Konkurrenzen für Männer und Frauen. So kam es, dass im Skeet mit Zhang Shan eine Frau vor allen Männern lag und den einzigen Olympiasieg einer Frau in einem offenen Wettbewerb beim Schießen errang.

### Trap
| Platz | Land | Sportler        | Punkte   |
| ----- | ---- | --------------- | -------- |
| 1     | TCH  | Petr Hrdlička   | 219 (OR) |
| 2     | JPN  | Kazumi Watanabe | 219 (OR) |
| 3     | ITA  | Marco Venturini | 218      |
| 4     | GER  | Jörg Damme      | 218      |
| 5     | TCH  | Pavel Kubec     | 218      |
| 6     | USA  | Jay Waldron     | 217      |
| 7     | ESP  | José Bladas     | 194      |
| 8     | CHN  | Zhang Bing      | 194      |
|       |      |                 |          |
| 29    | LUX  | Michel Think    | 140      |
| 46    | SUI  | Xavier Bouvier  | 135      |

Datum: 31. Juli bis 2. August 1992 

54 Teilnehmer aus 35 Ländern